# Goniosoma dentipes
Goniosoma dentipes is een hooiwagen uit de familie Gonyleptidae.